# Journal d'un voleur de Shinjuku
Pour plus de détails, voir Fiche technique et Distribution.
Journal d’un voleur de Shinjuku (新宿泥棒日記, Shinjuku dorobo nikki) est un film japonais réalisé par Nagisa Ōshima en 1969.

## Synopsis
Chronique de la vie du quartier agité de Shinjuku à Tokyo : une librairie est le théâtre de plusieurs vols de livres. Le voleur, Birdy, se fait pincer par une jeune employée qui le dénonce au patron, aussi débonnaire que philanthrope. Les deux jeunes gens s'engagent alors dans une relation tumultueuse, sur fond de théâtre underground (Angura), de libérations sexuelles et de manifestations estudiantines.

## Fiche technique
- Titre : Journal d’un voleur de Shinjuku
- Titre original : 新宿泥棒日記 (Shinjuku dorobo nikki?)
- Réalisation : Nagisa Ōshima
- Scénario : Nagisa Ōshima, Mamoru Sasaki, Tsutomu Tamura et Masao Adachi
- Photographie : Seizō Sengen et Yasuhiro Yoshioka
- Montage : Nagisa Ōshima
- Pays d'origine :  Japon
- Langue originale : japonais
- Format : noir et blanc et couleur - 1,33:1 - Mono - 35 mm
- Genre : drame
- Durée : 94 minutes[1] (métrage : 9 bobines - 3 170 m[1])
- Date de sortie :
  - Japon : 15 février 1969[1],[2]

## Distribution
- Tadanori Yokoo : Birdey
- Rie Yokoyama : Umeko
- Kei Satō : lui-même
- Jūrō Kara : le chanteur
- Tetsu Takahashi
- Moichi Tanabe
- Rokkō Toura : lui-même
- Fumio Watanabe : interviewer
- Reisen Ri : l'actrice tatouée d'un serpent

## Distinctions
Le film a été présenté à la Quinzaine des réalisateurs, en sélection parallèle du festival de Cannes 1969.